# Thorsten Raschen

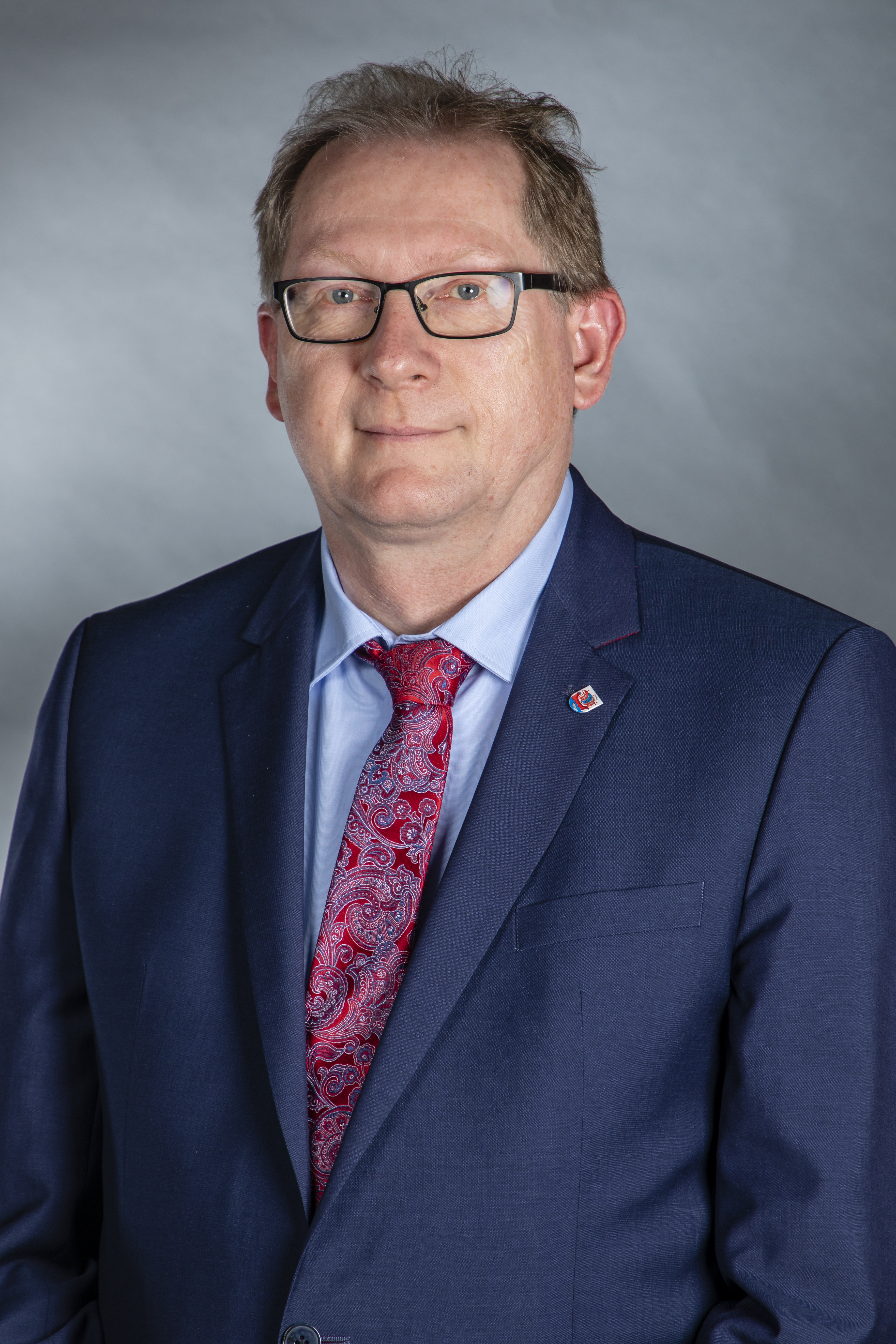
Thorsten Raschen (2019)

Thorsten Raschen (* 20. September 1965 in Bremerhaven) ist ein deutscher Politiker der CDU. Seit 2019 ist er Mitglied der Bremischen Bürgerschaft.

## Biografie

### Familie Ausbildung und Beruf
Raschen hat bis 1980 die Johann-Gutenberg-Schule besucht. Danach hat er eine Ausbildung zum Kfz-Mechaniker bis 1984 abgeschlossen. Seit 1991 ist er Mitarbeiter der Verkehrsgesellschaft Bremerhaven AG mit unterschiedlichen Tätigkeiten. Er ist aktuell angestellter Sachgebietsleiter für Echtzeit und Fahrgastinformation in Bremerhaven.
Raschen ist verheiratet und hat ein Kind. Er wohnt in Bremerhaven - Speckenbüttel, dem ärmsten Stadtteil Lehe zugehörend.

### Politik
Raschen ist 1981 in die CDU und der CDA in Bremerhaven beigetreten. Er hat in vielen Funktionen im Kreis- und Landesverband Bremen gewirkt. Er ist Mitglied im Kreis- und Landesvorstand.

Er ist seit 1995 Mitglied der Bremerhavener Stadtverordnetenversammlung. Er war Fraktionsgeschäftsführer und stellv. fraktionsvorsitzend. Seit 2015 ist er Fraktionsvorsitzender der CDU-Fraktion in der  Stadtverordnetenversammlung. Er ist Mitglied im Ausschuss für Öffentliche Sicherheit, Finanzen- und Wirtschaftsausschuss, Ausschuss für Sport und Freizeit, Ausschuss für Bau und Umwelt und im Ausschuss für Verfassung, Geschäftsordnung, Petitionsangelegenheiten und Bürgerbeteiligung.
Seit der Bürgerschaftswahl in Bremen 2019 ist er Abgeordneter in der Bürgerschaft Bremen. Hier ist er Mitglied im Betriebsausschuss Performa Nord, im Ausschuss für Angelegenheiten der Häfen im Lande Bremen und in der Staatlichen Deputation für Wirtschaft und Arbeit.
Er ist aktuell Sprecher für Häfenpolitik der CDU-Fraktion.

### Weiterer Mitgliedschaften
- Aufsichtsratsvorsitzender der Bremerhavener Versorgungs- und Verkehrsgesellschaft mbH
- Mitglied im Aufsichtsrat der Verkehrsgesellschaft AG
- Mitglied im Aufsichtsrat der swb Bremerhaven
- Mitglied im Verwaltungsrat der Weser-Elbe Sparkasse (WESPA)
- Aufsichtsratsvorsitzender der Stadthalle Bremerhaven Veranstaltungs- und Messe GmbH
- Mitglied im Aufsichtsrat der BIS Bremerhavener Gesellschaft für Investitionsförderung und Stadtentwicklung mbH